# Reabsorció òssia
La reabsorció òssia és el procés pel qual els osteoclasts descomponen el teixit ossi dels ossos i alliberen els minerals, donant lloc a una transferència de calci del teixit ossi a la sang.
Els osteoclasts són cèl·lules multinucleades que contenen nombrosos mitocondris i lisosomes. Aquestes són les cèl·lules responsables de la reabsorció de l'os. Els osteoblasts estan generalment presents a la capa externa de l'os, just a sota del periosti. La fixació de l'osteoclast a l'osteó comença el procés. L'osteoclast indueix llavors un plegament de la seva membrana cel·lular i secreta col·lagenasa i altres enzims importants en el procés de reabsorció. Nivells alts de calci, magnesi, fosfat i productes del col·lagen s'alliberaran al líquid extracel·lular a mesura que els osteoclasts s'endinsen cap a l'os mineralitzat. Els osteoclasts són importants en la destrucció de teixits que es troben en l'artritis psoriàsica i els trastorns reumatològics.
El cos humà es troba en un estat constant de remodelació òssia. La remodelació òssia és un procés que manté la força òssia i l'homeòstasi iònica substituint parts discretes de l'os vell per paquets de matriu proteica recentment sintetitzats. L'os és reabsorbit pels osteoclasts, i és dipositat pels osteoblasts en un procés anomenat ossificació. L'activitat dels osteòcits té un paper clau en aquest procés. Les condicions que produeixen una disminució de la massa òssia poden ser causades per un augment de la reabsorció o per una disminució de l'ossificació. Durant la infància, la formació òssia supera la reabsorció. A mesura que es produeix el procés d'envelliment, la reabsorció supera la formació.
Les taxes de reabsorció òssia són molt més altes en dones grans postmenopàusiques a causa de la deficiència d'estrògens relacionada amb la menopausa. Els tractaments habituals inclouen fàrmacs que augmenten la densitat mineral òssia. Els bifosfonats, els inhibidors del RANKL, els MSRE (moduladors selectius dels receptors d'estrògens), la teràpia hormonal substitutiva i la calcitonina són alguns dels tractaments habituals. L'exercici tendeix a eliminar els efectes negatius de la reabsorció òssia.